# مینیا ویودیچ
مینیا ویودیچ (صربی: Миња Војводић؛ ۳۱ اوت ۱۹۴۲ – ۱۷ ژوئن ۲۰۱۴) بازیگر مونته نگرویی بود. او از سال ۱۹۶۵ تا ۲۰۰۹ در بیش از نود فیلم ظاهر شد.
از فیلم‌ها یا برنامه‌های تلویزیونی که وی در آن نقش داشته‌است می‌توان به پل اشاره کرد.